# Stancomb-Wills Glacier
Stancomb-Wills Glacier är en glaciär i Antarktis. Den ligger i Östantarktis. Norge gör anspråk på området. Stancomb-Wills Glacier ligger 28 meter över havet.
Terrängen runt Stancomb-Wills Glacier är platt. Trakten är obefolkad. Det finns inga samhällen i närheten.